# 중성자 물질
중성자 물질(Neutronium, neutrite, element zero)은 순수하게 중성자로만 구성된 가상의 물질이다. 이 단어는 1926년 과학자 안드레아스 폰 안트로포프가 (1932년 중성자의 발견 이전에) 그가 주기율표의 맨 위에 놓았던 (—로 표기된) 가상의 "원자 번호 0의 원소"(핵에 양성자가 없는)를 위해 만들었다. 그러나 이 용어의 의미는 시간이 지나면서 변했고 20세기 후반부터는 중성자별의 핵에 존재할 것으로 이론화된 중성자 축퇴 물질과 유사한 극도로 밀도 높은 물질을 지칭하는 데에도 사용되었다.

## 중성자별에서

중성자별의 단면도. 여기서 핵은 중성자 또는 중성자 축퇴 물질 및 쿼크 물질을 포함한다.

중성자 물질은 대중적인 물리 문헌에서 중성자별(별은 전자 축퇴압에 의해 지지되기에는 너무 무거워서 더 밀도 높은 물질상으로 붕괴한다)의 핵에 존재하는 물질을 지칭하는 데 사용된다. 과학 문헌에서는 이 물질을 지칭하는 데 "중성자 축퇴 물질" 또는 단순히 중성자 물질이라는 용어를 사용한다.

## 가상의 다중 중성자
"중성자 물질"이라는 용어는 1926년 안드레아스 폰 안트로포프가 양성자나 전자가 없는 중성자로 이루어진 가상의 물질 형태를 위해 만들었으며, 그는 이를 자신의 새로운 주기율표 버전에서 원자 번호 0의 화학 원소로 분류했다. 이는 이후 샤를 자네 (1928), 에드거 에머슨 (1944), 존 D. 클라크 (1950)와 같은 화학 원소 분류를 위한 주기율표의 여러 나선형 표현 중앙에 배치되었다.
이 용어는 과학 문헌에서 응축된 물질 형태나 원소로 사용되지 않으며, 이론적 분석에 따르면 양성자 없는 중성자만 결합된 형태는 존재하지 않을 것으로 예상된다.

### 여러 중성자와의 산란 공명
두 개의 중성자를 포함하는 다이뉴트론은 안정적인 결합 입자가 아니라, 베릴륨-16의 붕괴에서 핵 반응에 의해 생성되는 극도로 짧은 수명의 공명 상태이다. 2012년에 보고된 공명에 대한 증거는 논란이 있었지만, 새로운 연구는 이러한 문제를 해결했다고 보고된다.
다이뉴트론 가설은 외래 핵 구조의 이론적 연구에 사용되었다. 예를 들어 11Li는 9Li 핵에 결합된 다이뉴트론으로 모델링된다. 두 개의 중성자로만 이루어진 시스템은 결합되어 있지 않지만, 그들 사이의 인력은 거의 충분하여 결합될 수 있다. 이는 핵합성과 화학 원소의 풍부함에 일부 영향을 미친다.
세 개의 중성자로 구성된 트라이뉴트론 상태는 감지되지 않았으며, 결합될 것으로 예상되지 않는다.
중성자-4는 네 개의 결합된 중성자로 구성된 가상의 입자이다. 그 존재에 대한 보고는 재현되지 않았다.
계산에 따르면 다섯 개의 중성자 묶음으로 구성된 가상의 펜타뉴트론 상태는 결합되지 않을 것으로 예상된다.

## 같이 보기
- 밀집성